# مدیریت کشاورزی
رشد بخش کشاورزی به عنوان بستری برای کسب اهداف توسعه در کشورهای در حال توسعه امری ضروری قلمداد می‌شود. در میان اهداف مورد نظر، بهبود و تقویت رشد اقتصادی و کاهش فقر، بهبود امنیت غذایی و حفظ منابع طبیعی بسیار مهم هستند.

## کاهش فقر از طریق رشد اقتصادی
در کشورهای کم درآمد، بخش کشاورزی به دلیل گستردگی و پیوندهای قوی با سایر بخش‌های اقتصادی، به عنوان موتور و محرک اولیه رشد اقتصادی عمل می‌نماید. کشاورزی در این کشورها بیشترین سهم نیروی کار را به خود اختصاص داده و با ۶۸ درصد اشتغال و ۲۴ درصد تولید ناخالص داخلی جایگاه ویژهای دارد. اغلب جمعیت فقیر به‌طور مستقیم به این بخش به این بخش وابسته بوده و از طریق کشاورزی گذران زندگی می‌کنند. افزایش میزان بهره‌وری در بخش کشاورزی باعث ارزان‌تر شدن مواد غذایی شده و کمک قابل توجهی به اقتصاد خانوارهای فقیر می‌کند. همچنین کشاورزی نوین با اشتغال بیشتر در واحدهای فرآوری همراه شده و عرضهٔ خدمات و نهاده‌های بیشتری را در بازار به دنبال دارد. این روند به شکل غیرمستقیم به ایجاد اشتغال در مزارع منجر خواهد شد.
به این ترتیب بخش کشاورزی به‌طور مستقیم از طریق تولید بیشتر و صادرات و به صورت غیرمستقیم از طریق افزایش تقاضا برای خدمات و کالاهای صنعتی در جوامع روستایی، به رشد اقتصادی کمک نموده و در نتیجه موجب خلق فرصت‌های شغلی جدید می‌گردد.
رشد در بخش اقتصادی نتایج مثبتی بر «فقرزدایی» به خصوص در مناطق روستایی دارد و ذکر این نکته نیز ضروری است که روند کاهش فقر شهری را می‌توان از طریق رشد بخش روستائی، به ویژه در بخش کشاورزی تسریع کرد. به‌طور کلی رشد کشاورزی به صورت غیرمستقیم به بهبود وضعیت خانوارهای شهری و روستائی کمک کرده و با افزایش دستمزدها، کاهش قیمت مواد غذایی و تقاضای بیشتر برای کالاها و خدمات واسطه‌ای همراه می‌شود. این پدیده به ترغیب و توسعهٔ فعالیت‌های زراعی، افزایش سرمایه‌های تولیدی به قشرهای زحمت کش و بهبود کارایی بازار عوامل خواهد انجامید. یک مطالعه در سال ۱۹۹۷ پیرامون ۳۵ کشور نشان داد که یک درصد افزایش تولید ناخالص داخلی سرانهٔ کشاورزی، ۱٫۶۱ درصد افزایش در درآمدهای سرانهٔ ۲۰ درصد فقیرترین قشرهای جمعیت را به همراه خواهد داشت.
اهمیت کشاورزی در کشاورزی در کشورهای در حال توسعه از بعد تاریخی، در فرایند توسعه، سهم کشاورزی در تولید و نیروی کار کاهش می‌سابد. این فرایند باعث شده تا برخی کارشناسان توسعه، بخش کشاورزی را به عنوان یک عامل فرعی در راستای توسعه به‌شمار آورند. از این رو کاهش فرآورده‌ها و نیروی کار این بخش را می‌توان ناشی از سیاست‌های تبعیض‌آمیز (یک سو نگر) داخلی و سازو کارهای تجارت بین‌الملل دانست. بخش کشاورزی، به عنوان محرک رشد اقتصادی، به ویژه در کشورهای در حال توسعهٔ فقیر مطرح بوده‌است و «کشاورزی» نقش مهمی در تولیناخالص داخلی و اقتصاد روستایی ایفا کرده و بخش قابل ملاحظه‌ای از جامعهٔ فقیران را تحت تأثیر قرار می‌دهد.
یک بخش سازمان یافته و یکپارچهٔ کشاورزی می‌تواند به بهبود امنیت غذایی، کاهش قیمت محصولات غذایی (به خصوص به نفع جمعیت فقیر می‌باشد که سهم نامتناسبی از درآمد خود را صرف غذا می‌کنند)، افزایش میزان اشتغال و درآمد، ایجاد پیوندهای اقتصادی مهم در زنجیرهٔ تولید، و ایجاد تأثیرات مثبت در محیط زیست کمک شایانی کند.
در طول دههٔ ۱۹۹۰، حمایت بین‌المللی توسعه بخش کشاورزی کاهش یافت زیرا بر اساس شواهد موجود بودجه‌های تخصیص یافته به پروژه‌های کشاورزی و تحقیقات از سوی دولت‌ها و سازمان‌های بین‌المللی مرتبط یافته‌است. با وجود چالش‌های موجود و روند سیاست‌های تجارت کشاورزی در کشورهای صنعتی، شدت فقر روستایی و نقش مهم کشاورزی در رشد اقتصادی کشورهای در حال توسعه به ظهور نیازهای فوری و اضطراری برای تأکید مجدد به این بخش و نیز استفادهاز مزیت‌های نسبی در محصولات کشاورزی این کشورها منجر شده‌است.
با توجه به فقر گسترده در روستاها و فعالیت‌های زیست‌محیطی زیان بار، باید یک چارچوب توسعه برای کشاورزی و با توجه باصول برابری و پایداری تدوین شود. این چارچوب حداقل شامل موارد زیر است:
- سیاست‌های اقتصادی در کشورهای در حال توسعه که در برابر تولیدات و صادرات عمده تبعیض‌آمیز و یک سو نگر نیستند.
- سیاست‌های تجاری در اقتصادی ثروتمند که در قبال کشورهای در حال توسعه تبعیض‌آمیز نیستند.
- سرمایه‌گذاری خصوصی و دولتی در زیر ساخت‌ها، توسعه فنی و اعتبار که برای مدرن‌سازی تولید و بهبود رقابت ضروری هستند.

## بهبود در امنیت غذایی
در مقیاس جهانی، نیاز به مواغذایی و تغذیه، روندی رو به افزایش و وسیع داشته و اکنون تحت تأثیر جمعیت و درآمدهای رو به رشد و نیز تقاضای حجیم برای خوراک دام قرار دارد. گزارش‌های انتشار یافته از سوی مؤسسه بین‌المللی پژوهش در سیاست غذایی دلالت بر لزوم بازبینی مجدد در سرمایه‌گذاری‌های دولتی و خصوصی و تدوین برنامه‌های کلان در بلند مدت دارد، تا بتوان قیمت‌های غذایی را تا سال ۲۰۲۰ کاهش داد و اهداف هزارهٔ سوم را برای کاهش فقر و سوء تغذیه محقق کرد. در سطح ملی، رشد اقتصادی از طریق افزایش درآمد جمعیت فقیر سهم قابل ملاحظه‌ای در میزان دسترسی آنان به مواد غذایی خواهد داشت.

## حفاظت از منابع طبیعی
بخش کشاورزی، بزرگترین مصرف‌کنندهٔ منابع طبیعی و در عین حال بیشترین نقش را در حفظ آن بر عهده دارد. تخریب منابع آب و خاک در بسیاری از مناطق، از جمله نگرانی‌های تولیدکنندگان بوده و آگاهی‌های عمومی نسبت به محیط زیست، باعث ظهور و بکارگیری راهکارهای حفاظتی شده‌است. در برخی کشورها استفادهٔ زیاد از مواد شیمیایی و آفت کش‌ها که با تاسف باید اظهار داشت با پرداخت یارانه‌های مختلف همراه است، مشکلات زیست‌محیطی بسیاری را به وجود آورده‌است. خذف یارانه‌ها و افزایش درآمد کشاورزان از طریق بهبود بهرهوری از جمله راهبردهای مؤثر در کاهش روند تخریب منابع هستند.

## آزادسازی تجاری ضامن موفقیت
تعامل و یکپارچگی با اقتصاد جهانی می‌تواند روند رشد و فقر زدرا تقویت کند. در اغلب کشورها، آزادسازی تجاری گسترده و سهولت در مناسبات تجاری باعث تقویت روند رشد درآمدها و محصول خواهد شد. اندیشهٔ تجارت باز و سیاست سرمایه‌گذاری همواره تعامل با محیط تجارت جهانی و نیز واردات فناوری‌های متنوع و نوین را در جهت بهرهوری هرچه بیشتر، تسهیل می‌کند. به ویژه آزادسازی تجارت با رشد هرچه بیشتر بخش کشاورزی همراه بوده‌است. در مقایسهٔ فرآیندهای مختلف اصلاح سیاست‌های تجاری، استنباط می‌شود که اگر تلاش‌های آزادسازی ادامه یابند، در آن صورت بخش کشاورزی در یک دورهٔ چهار ساله بعد اصلاحات از یک نرخ رشد متوسط ۵٫۷ درصدی برخوردار خواهد شد و این نرخ در مقایسه با نرخ ۲٫۸ درصدی پیش از آن قابل توجه به نظر می‌رسد.
رفع موانعی مانند تعرفه‌های سنگین واردات محصولات کشاورزی و مواد غذایی از ابعاد مهمی در چرخه یفقرزددایی برخوردار است. این پدیده سبب می‌شود تا قیمت مواد غذایی پایین آمده و درنهایت، مصرف‌کننده بهره‌مند شود. از آن جا که جمعیت فقیر، بخش قابل ملاحظه‌ای از درآمد خود را صرف غذا می‌کند، به دنبال کاهش موانع تجاری، این گروه از منفعت بیشتری بهره‌مند خواهند شد.
با هدف حمایت از روند رشد کشاورزی و فقرزدایی، لازم است تا نظام اقتصادی در حال توسعه از طریق حذف یا کاهش موانع تجاری با اقتصاد جهانی تلفیق و همراه شده و به موضوع تجارت چند جانبه در میان خود یا با کشورهای توسعه یافته بپردازند. کشورهای در حال توسعه برای ایفای نقش رقابت‌آمیز، باید مزیت‌ها و بهره‌وری محصولات کشاورزی خود را از طریق اعمال تغییرات لازم در الگوهای مناسب کشت، بهبود فناوری‌های تولید، ارتقای کانال‌های بازاریابی و دیگر راهکارهای تکمیلی افزایش دهند تا از منافع واقعی ناشی از آزادسازی تجاری بهره‌مند شوند. این به معنی آن است که این کشورها باید در مذاکره‌های تجاری خود ملاحظه‌های لازم و ویژه‌ای را در نظر گیرند. همچنین، باید نسبت به اعمال ساز و کارهای تضمینی برای مواجهه با اثرات شدید ناشی از انطباق این مذاکره‌ها با قشرها آسیب‌پذیر، از جمله کارگران روستایی اهمیت دهند. به‌طور اساسی اهداف بلند مدت مورد نظر در کاهش موانع تجارت باید برای کشورهای د رحال توسعه و توسته یکسان باشد.